# Jaime Pressly
Jaime Elizabeth Pressly (30 de julho de 1977, Kinston, Carolina do Norte) é uma modelo e atriz dos Estados Unidos.
Ela é mais conhecida como a personagem Joy Turner da série My Name is Earl, da NBC.
Em 2007 ganhou o Emmy de atriz coadjuvante/secundária marcante em série de comédia, por seu trabalho em My Name is Earl.

## Biografia
Pressly nasceu na Carolina do Norte, filha de Brenda Sue, uma instrutora de dança. Ela tem dois irmãos, Jessica e James Liston Jr.. Pressly passou onze anos estudando ginástica e dança. Quando perguntada sobre o seu evento preferido nas Olimpíadas, a resposta é óbvia: 
"Definitivamente a ginástica olímpica, porque eu fui uma ginasta por onze anos. Esta é a minha praia. Minha amiga Betty Okino esteve nas Olimpíadas de 1992 e ganhou uma medalha de bronze. Ela é uma ginasta. Então, eu sou uma grande fã".
Jaime continuou no esporte até que, eventualmente, o mundo da moda e das passarelas apareceu em sua vida. A jovem obteve um certo destaque como modelo, realizando trabalhos nos EUA, Itália e Japão. Ela também foi capa de revistas como a Teen Magazine. Com uma vida agitada, cheia de responsabilidades e ganhando o seu próprio dinheiro, Jaime se emancipou legalmente dos pais aos quinze anos de idade.
Pressly frequentou a Costa Mesa High School, na Califórnia, para onde sua mãe havia se transferido, enquanto seus pais estavam passando por um processo de divórcio.
Amigos por nove anos, desde 1996, em 2004, ela e o DJ Eric Calvo (ou DJ Eric Cubiche), começaram a namorar. Depois de ficar grávida, os dois ficaram noivos em outubro de 2006. Pressly deu à luz seu primeiro filho, Dezi James Calvo, no dia 11 de maio de 2007 às 7h31 no Cedars-Sinai Medical Center. Em uma entrevista em fevereiro de 2007 no programa The Tonight Show With Jay Leno, Pressly disse que ela queria que o filho fosse bilíngue, (Inglês/Espanhol) para refletir a herança cubana por parte do pai. Em novembro de 2008, o casal se separou. 
Em uma entrevista para a revista Esquire em 2006, Jaime disse que ela quase comprou um bilhete para o voo em um dos aviões que se chocaram contra o World Trade Center em 11 de setembro de 2001, mas decidiu não tomar o voo porque ele ia sair muito cedo. 
Em julho de 2009, Pressly ficou noiva do advogado Simran Singh.
Jaime tem uma tatuagem de um leão, (o seu signo) juntamente com símbolos japoneses que significam "saudável", "forte" e "corajosa".
A atriz fez um comercial para o 1-800-COLLECT, aparecendo com o nome de "Angel". Jaime Pressly tornou-se, em julho de 2000, a garota-propaganda e porta-voz da Liz Claiborne Cosmetics e, em setembro do mesmo ano, fez as propagandas da nova fragrância da empresa denominada "Lucky You".
Na grande maioria dos papéis que Jaime fez em sua carreira, a sensualidade e o corpo da atriz são bastante explorados pelos diretores. No entanto, ela não gosta nem sequer de fazer cenas de amor. Ela acredita que um beijo, mesmo técnico, é íntimo demais.

### Vida profissional
Aos dezenove anos, Jaime fez sua estreia como atriz numa ponta do filme para televisão, Mercenary em 1997. Logo depois, ela apareceu pela primeira vez nas telas do cinema, como protagonista, no filme Sedução e Vingança que tinha como grande atrativo muitas cenas de nudez. Ainda neste ano, Jaime fez mais outros dois filmes, The Journey: Absolution e Against the Law.
Em 1998, Jaime retorna à televisão para participar de episódios das séries Silk Stalkings e Night Man, além de se juntar ao elenco fixo da série Push. Mas ela também marcou presença no cinema, fazendo um pequeno papel na comédia romântica adolescente Mal Posso Esperar de 1998, estrelada por Ethan Embry, Jennifer Love Hewitt, Seth Green entre outros. Também apareceu no filme Ringmaster e no final de 1998 e início de 1999, Pressly apareceu em três episódios da série Mortal Kombat: Conquest estrelada, entre outros, por Kristanna Loken.
Os próximos trabalhos que se seguiram foram o filme Trash; o filme de ação lançado diretamente para o vídeo Inferno (1999), estrelado pelo belga Jean-Claude Van Damme. E, finalmente, Jaime teve a chance de se tornar mais reconhecida ao entrar para o elenco da série Jack & Jill, estrelada por Ivan Sergei e Amanda Peet. A série logo se tornou bastante popular e querida pelos fãs.
Depois de começar a sentir o sucesso, Jaime fez dois filmes sem grande importância até aparecer na comédia adolescente 100 Garotas de 2000, onde interpretava uma garota que era considerada a "deusa" da faculdade por causa de sua beleza. Neste filme, Jaime atuou com Jonathan Tucker, Emmanuelle Chriqui, Larisa Oleynik e Katherine Heigl. Depois deste filme, Jaime foi chamada para trabalhar em outra comédia, Gatos Numa Roubada, projeto protagonizado por Jerry O'Connell, Shannon Elizabeth e Jake Busey. Apesar de não ser a protagonista deste filme, as melhores e mais engraçadas cenas ficaram nas mãos suas mãos.
Após este seu primeiro grande sucesso nos cinemas, que chegou a liderar as bilheteiras norte-americanas, Jaime se envolveu em mais uma comédia, Joe Sujo, estrelado pelo comediante David Spade e Brittany Daniels. Em seguida, ela se juntou a Steven Seagal e Dennis Hopper para filmar Ticker. Depois de um filme de ação sem muito sucesso, Jaime retornou para o gênero que domina, a comédia. Ela atuou no divertido Não é Mais um Besteirol Americano de 2001, um filme que satirizava todos os clichês que abarrotam os filmes adolescentes de Hollywood. O elenco deste verdadeiro "besteirol" traz, Chyler Leigh, Chris Evans, Mia Kirshner e outros bons jovens atores.
No final de 2001, Jaime participou de um episódio de Going to California e, em 2002, apareceu em dois episódios da série Charmed, encarnando uma bondosa e sensual sereia que, para se livrar de sua maldição, precisa ouvir que alguém a ama de verdade. A loira também surgiu nos filmes Demon Island, Unleashed e Footprints e apareceu em um episódio do popular seriado The Twilight Zone. Ainda em 2002, a atriz fez o filme para a televisão, The Johnny Chronicles. Em janeiro de 2003, Pressly apareceu em episódio da série de ação Fastlane, estrelada por [Peter Facinelli], Bill Bellamy e Tiffani Thiessen. Neste episódio, Jaime interpreta uma sensualíssima ladra lésbica que protagonizava cenas bem quentes com Thiessen. Em 2004 ela fez o aguardado filme Fúria em Duas Rodas. O filme é dirigido pelo diretor de video-clips Joseph Kahn.
Em 2005, Pressly foi lançado no elenco da série da NBC, My Name is Earl, como Joy Turner. Em 2007, ela ganhou o Emmy de Melhor Atriz coadjuvante/secundária em uma Série Comédia por seu trabalho em My Name is Earl. Ela também foi indicada para vários outros prêmios. 
Pressly cantou a música "Fever", em uma aparição com a banda Pussycat Dolls. Apareceu em uma série de vídeos musicais, incluindo "The Space Between", do Dave Matthews Band; "Tainted Love", de Marilyn Manson e "Girls of Summer", do Aerosmith. Em 31 de maio de 2006, ela organizou o primeiro VH1 Rock Honors anual. 
Pressly estrelou e produziu o filme de 2005, Verão Americano - É Hora de Detonar. Ela apareceu em 7 de outubro de 2006 em um episódio do Saturday Night Live. Antes disso, ela estrelou em um episódio de MADtv da 11ª temporada, onde interpretou "Hillary Clinton", em uma paródia a My Name is Earl, "My Name is Dubya", em que George W. Bush (Frank Caliendo), faz uma lista de todas as coisas ruins que ele fez no passado e corrigindo-as uma por uma. Ela apresentou em 2008 o vídeo game Saints Row 2, na qual ela desempenha o papel de "Jessica", um tenente para a fictícia gangue Brotherhood.

## Carreira

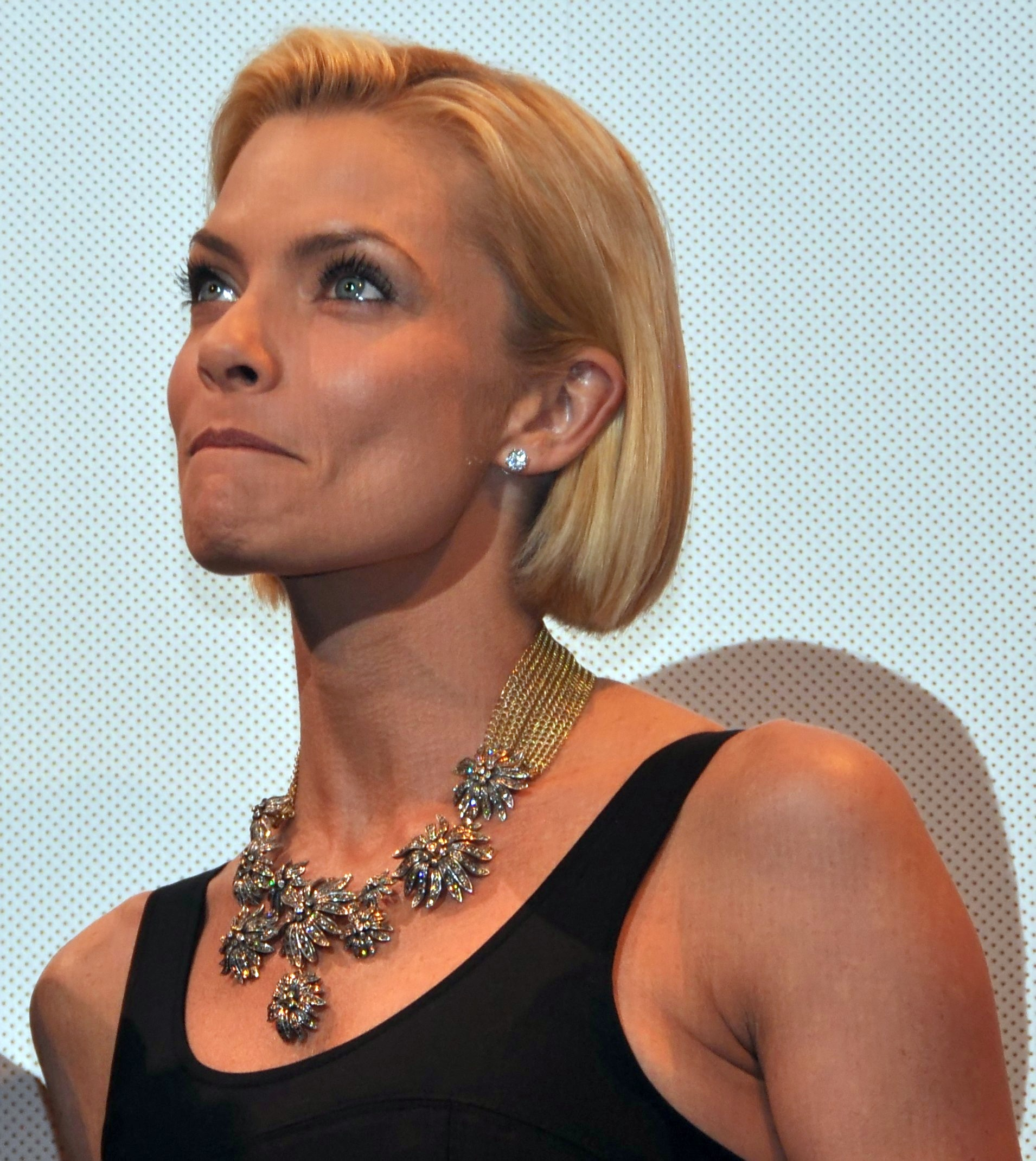
Pressly em março de 2009

| Cinema        | Cinema                        | Cinema                                  | Cinema               |
| Ano           | Título                        | Título em português                     | Papel                |
| ------------- | ----------------------------- | --------------------------------------- | -------------------- |
| 1997          | Poison Ivy: The New Seduction | br: Sedução e Vingança                  | Violet               |
| 1997          | Mercenary                     |                                         |                      |
| 1997          | Against the Law               |                                         | Sally, a garçonete   |
| 1997          | The Journey: Absolution       |                                         | Allison Wade         |
| 1998          | Ringmaster                    |                                         | Angel Zorzak         |
| 1998          | Can't Hardly Wait             | br: Mal Posso Esperar                   | Namorada             |
| 1999          | Inferno                       |                                         | Dottie Matthews      |
| 1999          | Trash                         |                                         | C.J. Callum          |
| 2000          | 100 Girls                     | br: 100 Garotas                         | Cynthia              |
| 2000          | Poor White Trash              |                                         | Sandy Lake           |
| 2000          | Best Actress                  |                                         | Karen Kroll          |
| 2001          | Not Another Teen Movie        | br: Não é Mais um Besteirol Americano   | Priscilla            |
| 2001          | Ticker                        |                                         | Claire Manning       |
| 2001          | Joe Dirt                      | br: Joe Sujo                            | Jill                 |
| 2001          | Tomcats                       | br: Gatos Numa Roubada                  | Tricia               |
| 2002          | Demon Island                  |                                         | Tina                 |
| 2002          | Footprints                    |                                         |                      |
| 2002          | The Johnny Chronicles         |                                         | Charlie              |
| 2003          | Alligator Point               |                                         |                      |
| 2004          | Torque                        | br: Desafio em Duas Rodas               | China                |
| 2004          | The Karate Dog                | br: Karatê Dog                          | Ashley Wilkens       |
| 2004          | Lone Star State of Mind       | br: Dinheiro e Má Companhia             | Baby                 |
| 2005          | Death to the Supermodels      | br: Verão Americano - É Hora de Detonar | Tiffany              |
| 2005          | Cruel World                   |                                         | Catherine Anderson   |
| 2006          | DOA: Dead or Alive            | br: DOA: Vivo ou Morto                  | Tina Armstrong       |
| 2008          | Saints Row 2                  |                                         | Jessica (voz)        |
| 2008          | Horton Hears a Who!           | br: Horton e o Mundo dos Quem!          | Sra. Quilligan (voz) |
| 2009          | Rex                           |                                         | Jaime                |
| 2009          | I Love You, Man               | br: Eu Te Amo, Cara                     | Denise               |
| 2009          | Venus & Vegas                 |                                         | Tara                 |
| Televisão     |                               |                                         |                      |
| Ano           | Título                        | Papel                                   | Notas                |
| 1998          | Night Man                     | Yvette                                  | 1 episódio           |
| 1998          | Push                          | Nikki Lang                              | 5 episódios          |
| 1998          | Silk Stalkings                | Kara Delaney                            | 1 episódio           |
| 1998-1999     | Mortal Kombat: Conquest       | Mika                                    | 3 episódios          |
| 2001          | Going to California           | Kylie Guartz                            | 1 episódio           |
| 1999-2001     | Jack & Jill                   | Audrey Griffin                          | 31 episódios         |
| 2002          | The Twilight Zone             | Sensuous Cindy                          | 1 episódio           |
| 2002          | Charmed                       | Mylie                                   | 1 episódio           |
| 2003          | Becker                        | Grace                                   | 1 episódio           |
| 2003          | Fastlane                      | Sara Matthews                           | 1 episódio           |
| 2004          | Happy Family                  | Alex                                    | 1 episódio           |
| 2006          | Las Vegas                     | Kerri Kowalski                          | 1 episódio           |
| 2005-2009     | My Name is Earl               | Joy Turner                              | 96 episódios         |
| 2011-2012     | I Hate My Teenage Daughter    | Annie Watson                            | Elenco principal     |
| 2013-presente | Mom                           | Jill Kendall                            |                      |

### Prêmios e indicações
| Ano  | Resultado | Premiação                  | Indicação                                                            | Título                 |
| ---- | --------- | -------------------------- | -------------------------------------------------------------------- | ---------------------- |
| 2002 | Indicada  | MTV Movie Award            | Melhor diálogo                                                       | Not Another Teen Movie |
| 2006 | Indicada  | Emmy                       | Atriz coadjuvante/secundária marcante em série de comédia            | My Name is Earl        |
| 2006 | Indicada  | Screen Actors Guild Awards | Performance marcante de elenco em série de comédia                   | My Name is Earl        |
| 2006 | Indicada  | Teen Choice Awards         | Atriz de televisão: comédia                                          | My Name is Earl        |
| 2007 | Venceu    | Emmy                       | Atriz coadjuvante/secundária marcante em série de comédia            | My Name is Earl        |
| 2007 | Indicada  | Satellite Awards           | Melhor atriz em papel coadjuvante/secundário em série                | My Name is Earl        |
| 2007 | Indicada  | Screen Actors Guild Awards | Performance marcante de atriz em série de comédia                    | My Name is Earl        |
| 2008 | Indicada  | Golden Globe               | Melhor performance de atriz em papel coadjuvante/secundário em série | My Name is Earl        |
| 2008 | Indicada  | Teen Choice Awards         | Atriz de televisão: comédia                                          | My Name is Earl        |